# Nationaal park Ag-Gel
Het Nationaal park Ag-Gel (Azerbeidzjaans: Ağgöl Milli Parkı) is een nationaal park in Azerbeidzjan, opgericht op 5 juli 2003. Het heeft een omvang van 17.924 ha. De kern is het Ag-Gel-meer.
De doelstelling van het nationaal park is de instandhouding van landschappen, ecosystemen en bedreigde soorten. Daarnaast wil men de veranderingen in natuur- en milieuomstandigheden volgen, natuur- en milieueducatie verzorgen en ecotoerisme mogelijk maken.

## Geschiedenis
De eerste poging om het meer te beschermen was in 1964 toen een natuurgebied werd aangewezen van 9173 hectare. In maart 1978 kreeg het meer de status van een strikt beschermd natuurreservaat met een grootte van 4400 ha. Met de aanwijzing als nationaal park werd het gebied uitgebreid tot 17.924 hectare.

## Geografie
Ag-Gel is het bekendste steppe-meerecosysteem in Azerbeidzjan. Vroeger was het gebied deel van de enorme uiterwaarden in het Kuralaagland. Nu is het onderdeel van het irrigatiesysteem dat ontstond na de bouw van het Mingachevir waterreservoir. Ag-Gol is een ondiep meer met brakke wateren waarvan de diepte varieert van 0,5 tot 2,5 meter. Het is omgeven door een brede gordel rietvelden. In de loop van elk jaar daalt het waterniveau van het meer totdat het laagste punt in de nazomer bereikt wordt. Het Nationaal park omvat niet alleen wetlands, maar ook typische steppe- en semi-woestijnlandschappen.

## Fauna
De belangrijkste reden voor de bescherming van het meer is de internationale betekenis die het heeft voor vogels, waarvan vele zijn opgenomen in de Rode lijsten van bedreigde diersoorten van de IUCN en Azerbeidzjan. In het gebied vinden we onder meer kolgans, witkopeend, witoogeend, kleine trap, aalscholver, flamingo, pelikaan en vele soorten reigers, eenden, ganzen en steltlopers. Zoogdieren in het gebied zijn onder andere wolf, jakhals, vos, haas en vele soorten vleermuizen. Er is ook een robuuste populatie van de zeldzame moeraskat.